# Gynothemis pumila
Gynothemis pumila – gatunek ważki z rodziny ważkowatych (Libellulidae).